# Sandra Senk
Sandra Senk (* 8. Juli 1983) ist eine deutsche Handballschiedsrichterin, die früher als Spielerin in der Bundesliga auflief.

## Karriere

### Als Spielerin
Sandra Senk spielte anfangs beim TV Ruchheim, mit dessen C-Jugend sie die süddeutsche Meisterschaft gewann. In der Saison 2000/01 lief die damalige A-Jugendliche zusätzlich mit der Damenmannschaft in der Regionalliga auf. Mit 149 Treffern war sie die torgefährlichste Spielerin ihrer Mannschaft. Anschließend wechselte die ehemalige Jugendnationalspielerin zum Zweitligisten TSG Ketsch. Mit Ketsch stieg sie 2005 in die Bundesliga auf. In den ersten Spielen der Saison 2005/06 kam Senk noch zum Einsatz. Kurz nach Saisonbeginn fiel sie im September 2005 aufgrund eines Knorpelschadens aus. Als ihre Trainerin Karin Euler am 8. Oktober 2005 beruflich verhindert war, übernahm die verletzte Senk diese Funktion beim Bundesligaspiel gegen den Buxtehuder SV. Im Sommer 2006 wechselte Senk zum TV Dudenhofen, mit dem sie in der Regionalliga auflief. Später schloss sie sich dem Oberligisten TSG Friesenheim an. Zuletzt lief sie bei der TSG Friesenheim für die 2. Damenmannschaft auf.

### Als Schiedsrichterin
Senk begann im Jahr 2005 ihre Tätigkeit als Schiedsrichterin. Mit ihrer damaligen Gespannspartnerin Miriam Jarke stieg sie in den Bundesligakader des Deutschen Handballbundes auf. Anschließend war Daniela Kuschel ihre neue Gespannspartnerin, mit der sie ebenfalls dem Bundesligakader angehörte. Sie pfiff unter anderem Partien in der Frauen-Bundesliga, in der A-Jugend Bundesliga, im DHB-Pokal der Männer und in der 2. Männer-Bundesliga.